# Метрополитен на Сантяго
Метрополитен на Сантяго (на испански: Metro de Santiago) се нарича метросистемата в град Сантяго – столицата на Чили.
То е първото и единствено от този вид, изграждано в Чили. Открито е на 15 септември 1975 г.